# Kalkini
Kalkini è un sottodistretto (upazila) del Bangladesh situato nel distretto di Madaripur, divisione di Dacca. Si estende su una superficie di 279,98 km² e conta una popolazione di 250.916 abitanti (dato censimento 1991).